# 토나이보쇼
토나이보쇼(일본어: 都内某所)는 TBS 테레비의 버라이어티 프로그램 『수요일의 다운타운』의 기획인 「MONSTER LOVE(몬스터 러브)」에서 결성된 일본의 여성 아이돌 그룹이다. 소속 사무소는 주식회사 WACK. 소속 레이블은 cutting edge. 현재 마메시바노 타이군의 어드바이저 야스다대 서커스의 쿠로짱이 맡고 있다.

## 개요
2019년, TBS 테레비 『수요일의 다운타운』의 기획인 「MONSTER LOVE(몬스터 러브)」내에서 탄생. 그룹명을 「토나이보쇼(일본어: 都内某所)」라고 해 데뷔했다. 같은 해 12월 15일에 1st 싱글 「クッキー」를 발매.
2024년 1월 6일, 도쿄 시모키타자와 SHELTER에서 개최된 토메이한 투어 「MONSTERIDOL TOUR」에서 「마메시바노 타이군」과 합병해, 「마메시바노 타이군 토나이보쇼 a.k.a. MONSTERIDOL」로서 활동.

## 구성원
- 미쿠 (ミク), 노랑

### 전 구성원
- 리치 (リチ), 파랑
  - 2022년 12월 31일 탈퇴.
- 미나 (ミナ), 빨강
  - 2023년 4월 3일 탈퇴.
- 치히로 (チヒロ), 하양
  - 2023년 4월 3일 탈퇴.
- 키노 (キノ), 연두
  - 2023년 10월 1일 탈퇴.
- 이즈키 (イズキ), 보라
  - 2023년 12월 2일 탈퇴.

## 음반

### 싱글
| 순서 | 타이틀   | 의미 | 발매일           | 최고순위 |
| ---- | -------- | ---- | ---------------- | -------- |
| 1    | クッキー | 쿠키 | 2022년 12월 15일 | 25       |

### 착신 싱글
- ハバナイスデーイ (2023년 2월 26일)
- TONAi GiRL'S (2023년 5월 1일)
- LiKE OR LOVE (2023년 6월 5일)
- COTTON CANDY STORY (2023년 7월 23일)
- アイスクリームの星 (2023년 8월 17일)

### 앨범
| 순서 | 타이틀               | 의미          | 발매일          | 최고순위 |
| ---- | -------------------- | ------------- | --------------- | -------- |
| 1    | WHERE ARE YOU GOiNG? | 웨 아유 고잉? | 2023년 9월 27일 | -        |